# In Flanders Fields

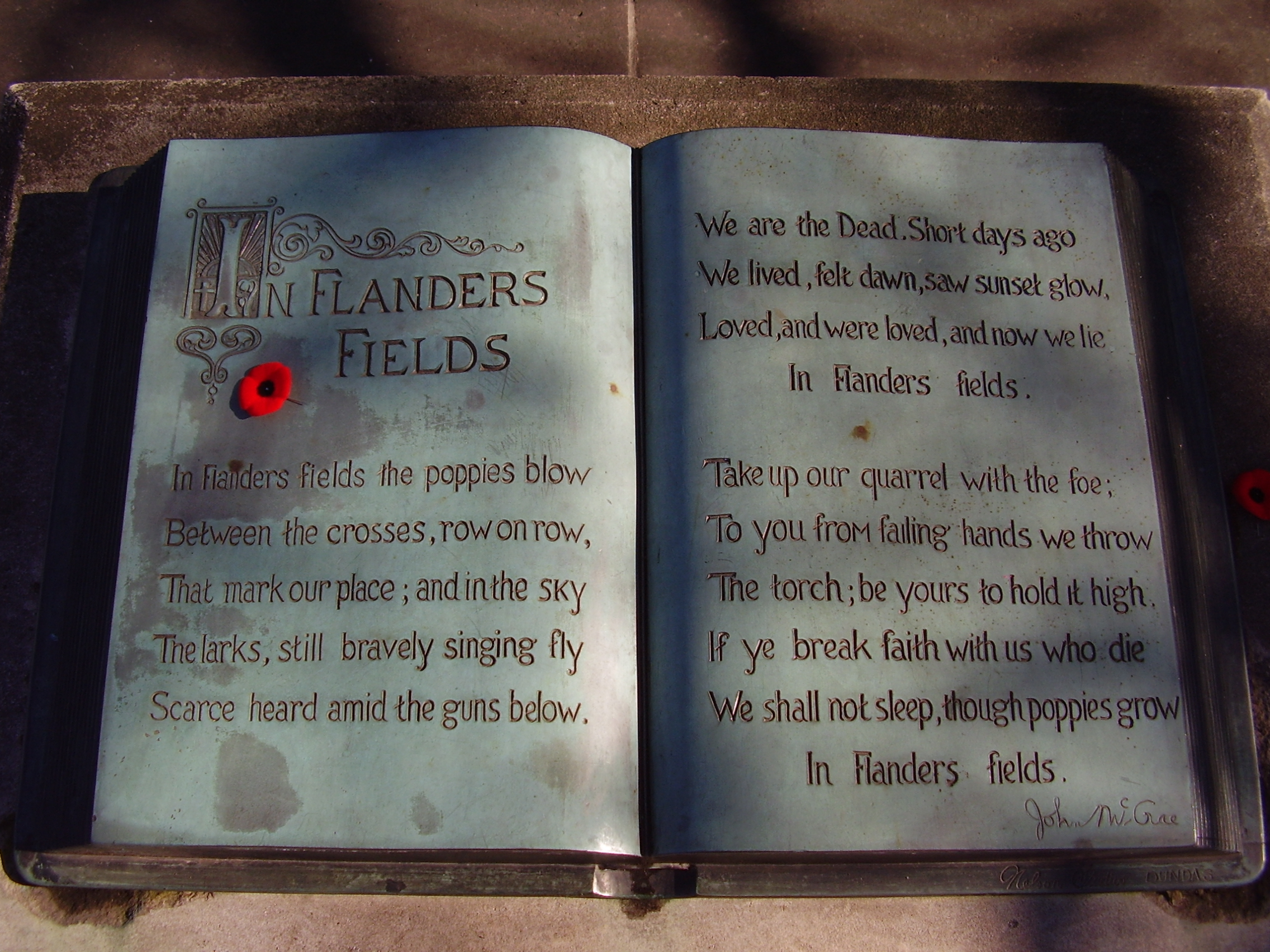
Inscripció del poema complet en un llibre de bronze al seu poble de naixement. Guelph, Ontario

In Flanders Fields és un poema de guerra escrit pel metge i professor de patologia canadenc i fill d'emigrants escocesos John Alexander McCrae l'any 1915, durant la Primera Guerra Mundial. El va escriure després d'atendre al funeral del seu company i amic Alexis Helmer, que havia mort durant la Segona Batalla d'Ieper al maig de 1915. Per manca de capellà, oficià personalment l'enterrament del tinent Helmer el dia 2 de maig i va començar a escriure el poema poques hores més tard. McCrae morí el 28 de gener de 1918, a causa d'una pneumònia que es va complicar amb una meningitis fatal i fou enterrat al cementiri de Wimereux. Possiblement fou víctima de la grip espanyola, instaurada sobre els problemes respiratoris derivats de l'exposició als gasos tòxics durant la seva actuació a Ieper. D'acord amb el seu nivell acadèmic, edat (41 anys) i grau militar (tinent coronel) hauria pogut demanar un destí a un hospital lluny del front. Escollí ser cirurgià de la 1ª Brigada canadenca d'artilleria de campanya.

## Història
El poema va ser publicat per primera vegada el dia 8 de desembre de l'any 1915, després de ser refusat per The Spectator, a la revista Punch (cop de puny, també anomenada London Charivari), editada a Londres. Es convertí en un símbol de la Gran Guerra. L'obra menciona els camps de roselles que creixen sobre les tombes dels soldats caiguts, nodrides per la seva sang, i parla com si fos la veu dels morts.
Abans de la guerra mundial, McCrae ja era poeta i pintor i va servir al segon conflicte Anglo-Bóer. Durant la dècada de 1890 publicà diversos treballs a diaris i revistes del Canadà. Fou col·laborador del destacat patòleg i escriptor William Osler (1849-1919), recordat pels seus aforismes, qui va estimular l'interès de McCrae per la literatura i els aspectes socials de la medicina. El 1912 escrigué, conjuntament amb el britànic John George Adam (1862-1926) l'obra A Text-book of Pathology for Students of Medicine.
Aquest poema, tècnicament molt elaborat, segueix un ritme de rondó francès, és tetramètric (totes les línies tenen quatre parelles de síl·labes) amb un peu iàmbic i utilitza moltes al·literacions. La seva primera estança recorda en molts aspectes de rima i mètrica la de la balada The Lady of Shalott de Tennyson. El poema i el seu autor respecten immensament la mort i als morts, sense morbositat ni indulgència. Avui dia, In Flanders Fields i John McCrae s'han fos i formen una icona intemporal recordatòria i representativa d'aquella i d'aquells.
El poema fou la font d'inspiració de l'activista de la YWCA francesa Anna Guérin per escollir la rosella com a recordatori de les vides perdudes durant la IGM i eina per a obtenir fons destinats a vídues i orfes. Als EUA, la secretària de la YWCA Moina Belle Michael, d'ascendència flamenca hugonot, va escriure un altre poema titulat We Shall Keep the Faith com a resposta al de McCrae i estengué l'ús emblemàtic de la rosella dintre de l'humanitarisme del període d'entreguerres. El compositor Charles Ives (1874-1954) va fer la primera versió cantada del poema a mitjans d'abril del 1917, poc després de la incorporació dels Estats Units a la Primera Guerra Mundial, la qual s'estrenà a l'hotel Waldorf-Astoria de Nova York. Es creu que la primera traducció al castellà la va fer el també poeta Edmund Blunden (1896-1974), un autor que escrigué nombroses obres sobre les tragèdies de la IGM.
Als països de la Commonwealth, l'emblema de la rosella encara s'utilitza durant el Remembrance Day (11 de novembre). El seu equivalent a França i Bèlgica és el blavet, flor que acompanya les commemoracions del Jour du Souvenir.
A Ieper hi ha un museu amb el nom del poema.

## Poema

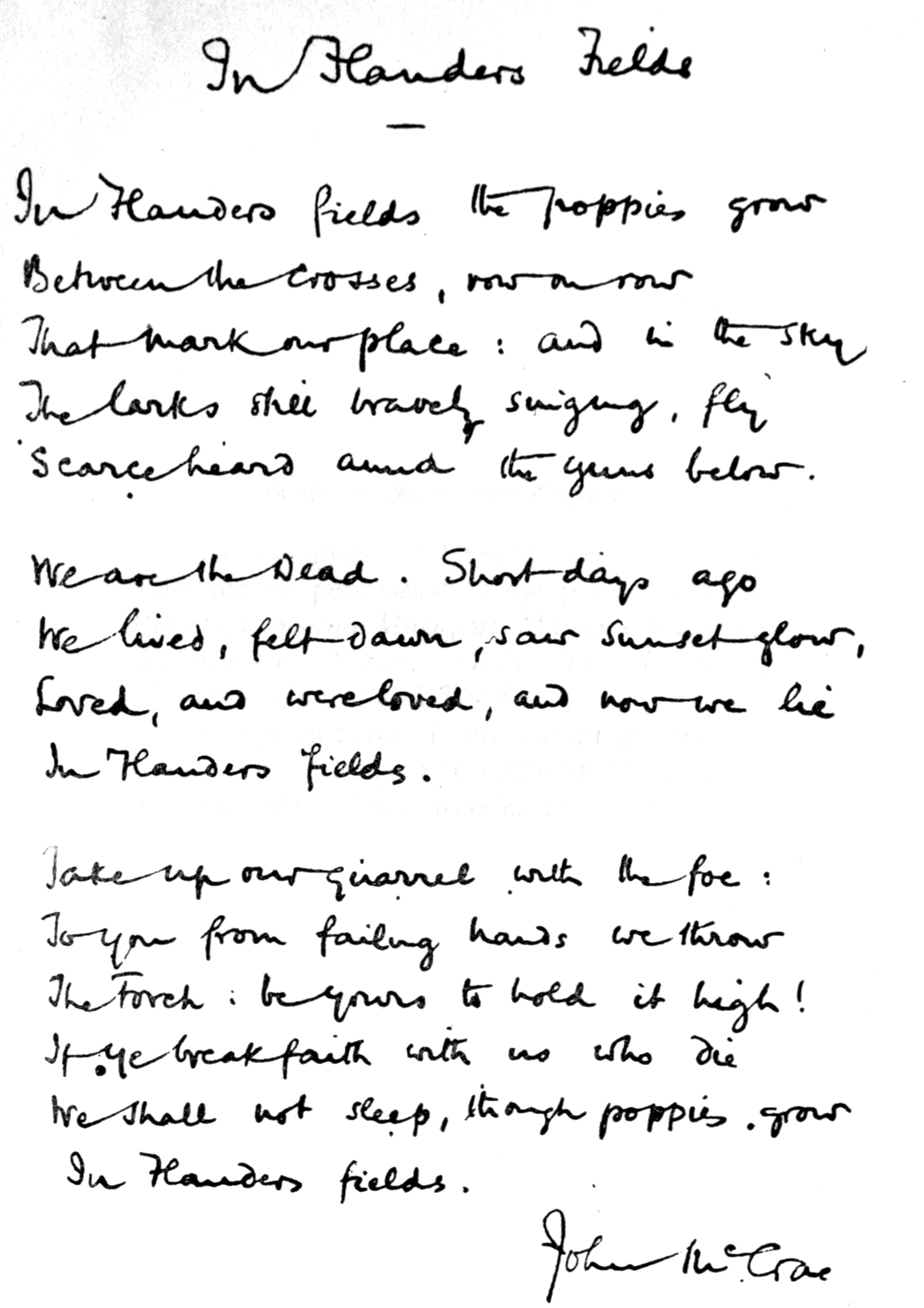
Una copia del poema, escrita a mà. A diferència que a la versió impresa, aquí McCrae utilitza la paraula 'grow', en lloc de 'blow'.

El primer capítol d'In Flanders Fields and Other Poems, una col·lecció pòstuma de poemes escrits per John McCrae i editada l'any 1919, comença així:
In Flanders fields the poppies blow
Between the crosses, row on row,
That mark our place; and in the sky
The larks, still bravely singing, fly
Scarce heard amid the guns below.
We are the Dead. Short days ago
We lived, felt dawn, saw sunset glow,
Loved and were loved, and now we lie
In Flanders fields.
Take up our quarrel with the foe;
To you from failing hands we throw
The torch; be yours to hold it high.
If ye break faith with us who die
We shall not sleep, though poppies grow
In Flanders fields.
Versió traduïda al català:
Als camps de Flandes belluguen les roselles
entre les creus, un reng rere l'altre,
que marquen on som; i cel enllà
les aloses, cantant valentes encara, volen
amb prou feines audibles enmig dels fusells.
Som els morts. Fa pocs jorns
vivíem, sentíem l'albada, vèiem brillar les postes de sol,
estimàvem i ens estimaven, i ara jaiem
als camps de Flandes.
Repreneu la lluita nostra amb l'enemic.
A vosaltres amb tremoloses mans us llancem
la torxa; feu-la vostra i manteniu-la enlaire.
Si ens falleu als qui morim
no reposarem, per bé que les roselles creixin
als camps de Flandes.